# Камер-фурьер
Ка́мер-фурье́р (от нем. Kammerfurier) — чин 6-го класса по «Табели о рангах» с 1742 года (без дальнейшего производства), должность при высочайшем дворе, из числа высших в этой категории, в которую входили также гоф-фурьеры (IX класса — без производства), (камердинеры и официанты: мундшенки — виночерпии, кофешенки, кондитеры, тафельдекеры — накрывавшие стол; и метрдотели, соответствующие 12-му классу). Назначались камер-фурьеры из гоф-фурьеров и камердинеров. По классу Табели о рангах соответствовал гражданскому чину коллежского советника или полковника в армии и по придворному штату состоял при высочайшем дворе. 
В обязанности камер-фурьеров входило заведование придворными служителями, наблюдение за парадными обедами, решение хозяйственных вопросов и финансового обеспечения придворнослужителей,  участие в церемониальных мероприятиях в связи с пребыванием Их Императорских Величеств, членов императорской фамилии и иностранных коронованных особ, выполнение различных личных поручений  и ведение особых камер-фурьерских журналов (дневников), в которых изо дня в день отмечались все события при дворе. Первый раз упоминался в «Журнале Придворной конторы на знатные при её императорском величестве оказии» за 1734—1736 годы. По придворному штату, утверждённому 30 декабря 1796 года, выполнял обязанности помощника обер-церемониймейстера.
Во время коронации Александра III, церемониал торжественного въезда в Москву из Петровского дворца включал (в начале процессии) камер-фурьера верхом, за ним 60 придворных лакеев, 4 скорохода и 4 придворных арапа, все по 2 в ряд, в парадной ливрее, пешком
В XIX в. при высочайшем дворе в Санкт-Петербурге в различные годы состояли от 4 до 8 камер-фурьеров. Многие из них имели нерусские фамилии (иностранцы или потомки иностранцев). Лишь однажды в истории министерства императорского двора состоялось назначение на должность камер-фурьера в Москве: на эту должность был поставлен гоф-фурьер Большого Кремлевского дворца С. В. Инштетов.
В этом качестве чин сохранился до февраля 1917 года.